# Амасійський район
Амасі́йський район — колишній район у складі Вірменії, після адміністративної реформи 1995 року увійшов до складу марзи Ширак. На сьогодні використовується лише в статистичних цілях.
Адміністративний центр району — село Амасія.
Утворений 1930 року, був ліквідований в 1951–1956 та 1962–1963 роках.
Район поділявся на 18 сільських рад: Азізбековська (Азізбеков), Амасійська (Амасія), Бандіванська (Бандіван), Гьоллинська (Гьоллі), Гюллібулазька (Гюллібулаг), Гюлліджинська (Гюлліджа), Джардзорська (Джардзор), Дузкендська (Дузкенд), Ібіська (Ібіш), Конджалинська (Конджалі), Кузікендська (Кузікенд), Магараджуцька (Магараджук), Норахпюрська (?), Оксюзька (Оксюз), Охчоглинська (Охчоглі), Чивінлинська (Чивінлі), Шурабадська (Шурабад).
| Населення Амасійського району               | Населення Амасійського району | Населення Амасійського району | Населення Амасійського району | Населення Амасійського району |
| ------------------------------------------- | ----------------------------- | ----------------------------- | ----------------------------- | ----------------------------- |
| Рік                                         |                               |                               | Населення                     |                               |
| 1989                                        | 1989                          |                               | 6300                          | 6300                          |
| 2002                                        | 2002                          |                               | 7148                          | 7148                          |
| 2003                                        | 2003                          |                               | 7120                          | 7120                          |
| 2004                                        | 2004                          |                               | 7126                          | 7126                          |
| 2005                                        | 2005                          |                               | 7094                          | 7094                          |
| 2006                                        | 2006                          |                               | 7090                          | 7090                          |
| 2007                                        | 2007                          |                               | 7081                          | 7081                          |
| 2008                                        | 2008                          |                               | 7058                          | 7058                          |
| 2009                                        | 2009                          |                               | 7126                          | 7126                          |
| 2010                                        | 2010                          |                               | 7121                          | 7121                          |
| 2011                                        | 2011                          |                               | 7155                          | 7155                          |
| 2012                                        | 2012                          |                               | 7213                          | 7213                          |
| Джерело: Статистичні дані за 2002-2012 роки |                               |                               |                               |                               |